# Giubbe rosse (album)
Giubbe Rosse è il primo album dal vivo di Franco Battiato, pubblicato dalla EMI Italiana come doppio CD nel 1989.
Dell'album venne pubblicata anche un'edizione contenente alcune tracce in lingua spagnola, destinata al mercato iberico.

## Descrizione
L'album raccoglie registrazioni della sezione invernale del Fisiognomica Tour nei teatri d'Italia, Francia e Spagna, con brani che attraversano tutta la carriera del cantautore siciliano (anni sessanta esclusi), dalla sperimentazione al periodo pop. Raggiunse il decimo posto in classifica.
Non essendo riportato il nome di Battiato sul fronte copertina (c'è scritto "La EMI italiana è abbastanza lieta di presentare il primo album dal vivo del cantautore siciliano"), per non confondere l'acquirente venne applicato sul cellophane esterno un adesivo rosso che chiariva la paternità dell'album.
La traccia Giubbe rosse è inedita e presente in versione studio.
Il brano Alexander Platz, composto nel 1978 per Alfredo Cohen con il titolo Valery, venne portato al successo da Milva nel 1981. 
Lettera al governatore della Libia è cantata in duetto con Giuni Russo, interprete originale del brano, all'interno dell'album Energie (1981).
Mesopotamia è una versione leggermente modificata del brano Che cosa resterà di me scritta da Battiato per l'album Dalla/Morandi (1988) di Lucio Dalla e Gianni Morandi, e cantata da quest'ultimo. Era già stata pubblicata nella versione spagnola di Fisiognomica, uscita l'anno prima.
Nel 2020 è stata pubblicata un'edizione speciale con tre brani aggiuntivi provenienti dalla versione spagnola dell'album. La copertina è stata rivisitata da Francesco Messina che ha aggiunto un filtro rosso su tutto il dipinto originale tranne che per quattro piccoli riquadri che evidenziano gli strumenti musicali presenti nell'immagine.

### Edizione spagnola
Giubbe rosse è stato pubblicato con lo stesso titolo in una versione alternativa destinata al mercato spagnolo. Si distingue dall'edizione originaria per la copertina, in cui viene indicato il nome di Battiato.
Casaca Roja, Alexander Platz, Carta al gobernador de Libia, Yo quiero verte danzar e Y te vengo a buscar sono cantate con i testi in spagnolo adattati da Grazia Sanna. Mesopotamia è in lingua italiana, dato che la versione in spagnolo era già uscita l'anno prima.
Per un errore di trascrizione, sull'etichetta dell'edizione vinile Sequenze e frequenze è indicata come Sequence e Frequence.

## Tracce
Testi di Franco Battiato; musiche e arrangiamenti di Franco Battiato e Giusto Pio.

### Edizione italiana
CD 1
1. Giubbe Rosse – 4:15
2. Alexander Platz – 3:24
3. Lettera al governatore della Libia (feat. Giuni Russo) – 3:27
4. Mesopotamia – 4:24
5. L'era del cinghiale bianco – 3:38
6. Un'altra vita – 3:01
7. Voglio vederti danzare – 3:25
8. L'oceano di silenzio – 4:26

Durata totale: 30:00
CD 2
1. Sequenze e frequenze – 7:06
2. Aria di rivoluzione – 3:35
3. No U Turn – 4:25
4. Summer on a Solitary Beach – 3:31
5. Cuccurucucu – 2:59
6. Centro di gravità permanente – 3:54
7. Gli uccelli – 4:44
8. E ti vengo a cercare – 3:58

Durata totale: 34:12

### Edizione spagnola
CD 1
1. Casaca roja – 4:17
2. Alexander Platz – 3:20
3. Carta al gobernador de Libia – 3:18
4. Mesopotamia – 4:24
5. L'era del cinghiale bianco – 3:38
6. Un'altra vita – 3:01
7. Yo quiero verte danzar – 3:26
8. L'oceano di silenzio – 4:26

Durata totale: 29:50
CD 2
1. Sequenze e frequenze – 7:06
2. Aria di rivoluzione – 3:35
3. No U Turn – 4:25
4. Summer on a Solitary Beach – 3:31
5. Cuccurucucu – 2:59
6. Centro di gravità permanente – 3:54
7. Gli uccelli – 4:44
8. Y te vengo a buscar – 3:50

Durata totale: 34:04

### Edizione 2020
1. Giubbe Rosse – 4:15
2. Alexander Platz – 3:24
3. Lettera al governatore della Libia (feat. Giuni Russo) – 3:27
4. Mesopotamia – 4:24
5. L'era del cinghiale bianco – 3:38
6. Un'altra vita – 3:01
7. Voglio vederti danzare – 3:25
8. L'oceano di silenzio – 4:26
9. Sequenze e frequenze – 7:06
10. Aria di rivoluzione – 3:35
11. No U Turn – 4:25
12. Summer on a Solitary Beach – 3:31
13. Cuccurucucu – 2:59
14. Centro di gravità permanente – 3:54
15. Gli uccelli – 4:44
16. E ti vengo a cercare – 3:58
17. Casaca roja – 4:17
18. Alexander Platz (versione spagnola) – 3:20
19. Carta al gobernador de Libia – 3:18

Durata totale: 75:07

## Musicisti
- Franco Battiato - voce, tastiere in Sequenze e frequenze, Aria di rivoluzione e No U turn
- Giusto Pio direzione dell'Orchestra Internazionale d'Italia
- Filippo Destrieri - tastiera, programmazione
- Ricky Belloni - chitarra
- Marco Guarnerio - basso in Mesopotamia
- Ugo Mantiglia - primo violino
- Donatella Saccardi - soprano
- Giuni Russo - voce in Lettera al governatore della Libia e Alexander Platz